# Jerzy Sladkowski
Jerzy Sladkowski, född 19 juli 1945 i Radom i Polen, är en polsk-svensk dokumentärfilmare. Han är bosatt i Sverige.
Jerzy Sladkowski tog magisterexamen i klassiska språk vid Nicolaus Copernicus-universitetet i Toruń i Polen och studerade vid institutionen för journalistik vid Warszawas universitet. Han började arbeta som journalist 1972 i polska statstelevisionen. Sedan 1982 har han arbetat på Sveriges Television och för Svenska Filminstitutet.
Han har gjort ett 30-tal dokumentärer.
Hans film Don Juan vann priset för bästa långfilm på Internationella dokumentärfilmsfestivalen i Amsterdam 2015.

## Filmografi
- 2015: Don Juan
- 2012: Tre år med Elle
- 2011: Vodkafabriken
- 2008: Paradiset
- 2006: Bästisar
- 2004: My American Family
- 2001: Lappsjiukan
- 1999 :  Tango, gräl och ledbesvär
- 1996: Vendetta (från Albanien)
- 1994: Dzieci tundry (svenska: Barn på tundran)
- 1990: Dödens triangel
- 1990: Kärleksnatten
- 1986: C.C.C.C
- 1985: ABC

## Priser och utmärkelser i urval
- 1990 Prix Italia för Dödens triangel
- 1996 Felix för Vendetta på Europeiska filmakademin
- 2015 Bästa långfim på  Internationella dokumentärfilmsfestivalen i Amsterdam